# ولادیمیر بورسکی
ولادیمیر بورسکی (چکی: Vladimír Borský؛ ۲ مارس ۱۹۰۴ – ۲۴ اکتبر ۱۹۶۲) بازیگر، کارگردان و فیلمنامه‌نویس اهل کشور چکسلواکی بود.